# Potchefstroom
Potchefstroom is een stad met 43.500 inwoners, in de gemeente JB Marks Local Municipality aan de Mooirivier in de provincie Noordwest in Zuid-Afrika.

## Geschiedenis
De stad werd in november 1838 gesticht door Voortrekkers onder leiding van Andries Potgieter en vormde samen met het omliggende gebied een republiek. De plaatsnaam Potchefstroom is een combinatie van Potgieter, chef van de Voortrekkers en de stroom van de Mooirivier. In 1844 fuseerde die met de republiek Winburg tot de Republiek Winburg-Potchefstroom tot de annexatie van Winburg in 1848 door de Britten. Potchefstroom bleef echter onafhankelijk en was de hoofdstad van de in 1848 opgerichte en in 1852 door de Britten erkende Zuid-Afrikaansche Republiek tot in mei 1860 gekozen werd voor Pretoria als hoofdstad. Tegenwoordig is het een handels- en nijverheidscentrum voor de eromheengelegen land- en mijnbouwstreek.
Verder staat hier de Potchefstroomse Universiteit voor Christelijk Hoger Onderwijs, tegenwoordig onderdeel van de Noordwest-Universiteit.
Het hoofdgebouw van de universiteit van Potchefstroom is het bekendste én mooiste gebouw van Potchefstroom, en een geliefde achtergrond voor bruidsfoto's.
Ook een van de drie Further Education Training colleges van de Noordwestprovincie, Vuselela College, heeft hier een campus. Hier worden jongeren opgeleid om een vak te kunnen uitoefenen, de FET colleges zijn vergelijkbaar met een Nederlands ROC (Regionaal OpleidingsCentrum).

## Subplaatsen
Het nationaal instituut voor de statistiek, Stats SA, deelt sinds de census 2011 deze hoofdplaats in in 16 zogenaamde subplaatsen (sub place), waarvan de grootste zijn:
- Bailie Park
- Dassierand
- Potchefstroom SP
- Wilgeboom SH

## Cultureel festival

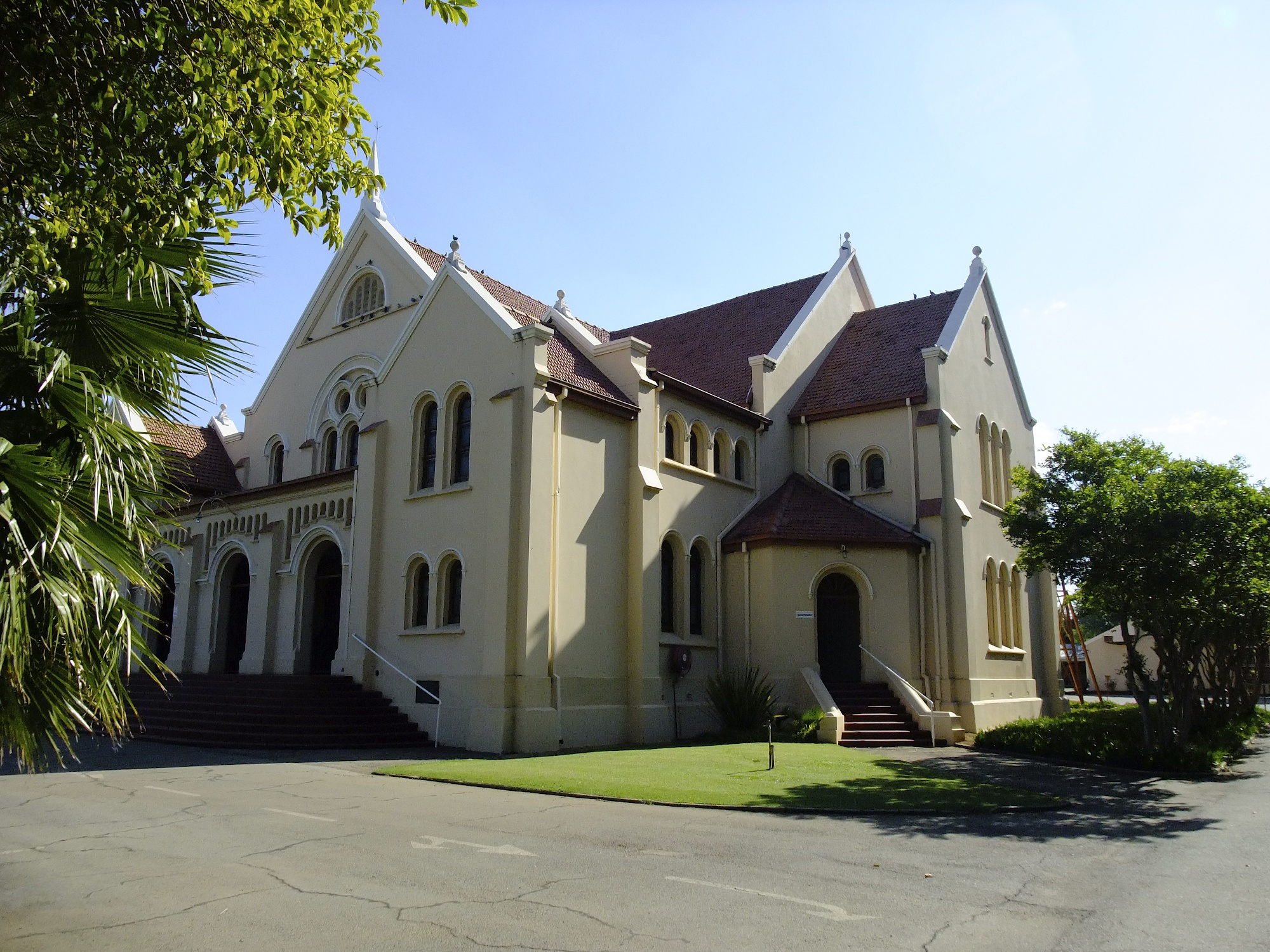
Nederduits Gereformeerde Kerk aan de Kerkstraat

Jaarlijks wordt in Potchefstroom het Aardklop-festival gehouden met binnen en buiten muziek, dans en theater.

## Geboren
- Andries Daniël Wynand Wolmarans (1857-1928), politicus en kerkleider
- Siener van Rensburg (1864-1926), Boerenprofeet
- Frederik David Kan Bosch (1887–1967), oudheidkundig wetenschapper
- Molefi Sefularo (1957-2010), arts en politicus
- Brad Binder (1995), motorcoureur
- Darryn Binder (1998), motorcoureur